# Dalsjöfors
Dalsjöfors – miejscowość (tätort) w Szwecji, w regionie administracyjnym (län) Västra Götaland, w gminie Borås.
Według danych Szwedzkiego Urzędu Statystycznego liczba ludności wyniosła: 3606 (31 grudnia 2015), 3725 (31 grudnia 2018) i 3769 (31 grudnia 2019).